# 卡尔·费尔海延
卡尔·费尔海延（荷蘭語：Carl Verheijen，1975年5月26日—），荷兰男子速度滑冰运动员。他曾代表荷兰参加2002年和2006年冬季奥林匹克运动会速度滑冰比赛，获得二枚铜牌。